# Polycheria osborni
Polycheria osborni is een vlokreeftensoort uit de familie van de Dexaminidae. De wetenschappelijke naam van de soort is voor het eerst geldig gepubliceerd in 1898 door Calman.